# Paul Reubens

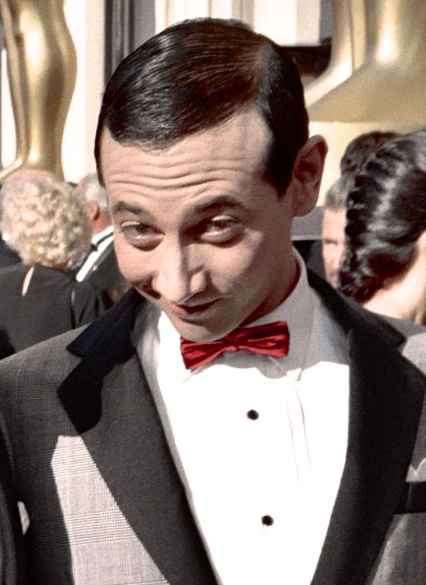
Reubens als zijn alter ego Pee-wee Herman (1988)

Paul Reubens, geboren als Paul Rubenfeld (Peekskill (New York), 27 augustus 1952 – Los Angeles, 30 juli 2023), was een Amerikaanse acteur.

## Loopbaan
Reubens begon zijn carrière in het improvisatietheater en trad in de jaren 70 meerdere keren op in het humoristische televisiespelletje The Gong Show van Chuck Barris.
Reubens' prominentste rol was die van zijn alter ego Pee-wee Herman, die hij begin jaren 80 had bedacht. Pee-wee Herman was een vrolijke volwassen, maar kinderlijke man die het middelpunt vormde van verschillende films, theatershows en een televisieserie voor kinderen. Het personage droeg meestal een te strak grijs pak, witte dikke instappers en rode vlinderdas. Vooral de film Pee-wee’s big adventure betekende zowel voor Reubens en regisseur Tim Burton de grote doorbraak. Na 1991 speelde hij de vrolijke onschuldige Pee-wee Herman gedurende jaren niet meer, omwille van de negatieve media-aandacht bij Reubens' arrestatie in een pornobioscoop. Later kwam hij nogmaals in opspraak bij zedenzaken.
Reubens werd genomineerd voor een Primetime Emmy Award in zowel 1989 (voor de art direction van de televisie-special Christmas at Pee-wee's Playhouse), 1995 (voor zijn gastrol als Andrew J. Lansing III in de komedieserie Murphy Brown) als 2011 (als medeproducent van de komedieshow The Pee-wee Herman Show on Broadway). Hij won in zowel 1988 als 1991 daadwerkelijk een Daytime Emmy Award, allebei voor Pee-wee's Playhouse. Reubens kreeg in 1988 een ster op de Hollywood Walk of Fame.  
Reubens overleed op 30 juli 2023 aan de gevolgen van kanker, een ziekte waaraan hij al zes jaar leed.

## Filmografie
*Exclusief 10+ televisiefilms
- Tom and Jerry's Giant Adventure (2013, stem)
- The Smurfs 2 (2013, stem)
- The Smurfs (2011, stem)
- Life During Wartime (2009)
- Reno 911!: Miami (2007)
- The Tripper (2006)
- Teacher's Pet (2004, stem)
- Blow (2001)
- South of Heaven, West of Hell (2000)
- Mystery Men (1999)
- Dr. Dolittle (1998, stem)
- Beauty and the Beast: The Enchanted Christmas (1997, stem)
- Buddy (1997)
- Matilda (1996)
- Dunston Checks In (1996)
- The Nightmare Before Christmas (1993, stem)
- Buffy the Vampire Slayer (1992)
- Batman Returns (1992)
- Moonwalker (1988, stem, als Pee-wee Herman)
- Big Top Pee-wee (1988, als Pee-wee Herman)
- Back to the Beach (1987, als Pee-wee Herman)
- Flight of the Navigator (1986, stem)
- Pee-wee's Big Adventure (1985, als Pee-wee Herman)
- Meatballs Part II (1984)
- Pandemonium (1982)
- Dream On! (1981)
- Nice Dreams (1981)
- Pray TV (1980)
- Cheech and Chong's Next Movie (1980, als Pee-wee Herman)
- The Blues Brothers (1980)
- Midnight Madness (1980)

## Televisieseries
*Exclusief eenmalige optredens
- TRON: Uprising - stem Pavel (2012-2013, zeven afleveringen)
- Batman: The Brave and the Bold - stem Bat-Mite (2009-2011, vier afleveringen)
- Saturday Night Live - Pee-wee Herman (1985-2011, twee afleveringen)
- Chowder - stem Reuben (2007-2009, drie afleveringen)
- Pushing Daisies - Oscar Vibenius (2007, twee afleveringen)
- Dirt - Chuck Lafoon (2007, drie afleveringen)
- Murphy Brown - Andrew J. Lansing III (1995-1997, zes afleveringen)
- Pee-wee's Playhouse - Pee-wee Herman (1986-1990, 45 afleveringen)
- Faerie Tale Theatre - Verschillende (1984-1985, twee afleveringen)
- Working Stiffs - Heimlich (1979, twee afleveringen)

- Bibsys: 1031795
- Biblioteca Nacional de España: XX4956422
- Bibliothèque nationale de France: cb14052792n (data)
- Gemeinsame Normdatei: 142539937
- International Standard Name Identifier: 0000 0001 1742 3876
- Library of Congress Control Number: n88601040
- MusicBrainz: b3ab3d66-f938-471b-8cd4-4a1ec2e7e585
- Nationale Bibliotheek van Israël: 987007413521005171
- Nederlandse Thesaurus van Auteursnamen: 074782215
- RKD-Nederlands Instituut voor Kunstgeschiedenis: 277275
- SNAC: w6dr4dff
- Système universitaire de documentation: 145021165
- Virtual International Authority File: 10051211
- WorldCat: E39PBJdMfmXbFD3mk7CCBWVKVC